# RSW Liège Basket
Ne doit pas être confondu avec RSW Liège Basket (961).
Le Liège Basket, également connu sous le nom de RSW Liège Basket de 2021 à sa dissolution en 2024, était un club belge de basket-ball basé à Liège. En 2024, le club et son matricule 1367 cessent d'exister à la suite du départ de l'investisseur Ernie Cambio. Cependant, l'identité et la structure de l'équipe se poursuivent sous le matricule 961, marquant une nouvelle phase à partir de 2024.

## Histoire

### 1967-2000: les débuts
Le club est fondé en 1967 sous le nom de Fléron Basket Club et se compose alors de joueurs amateurs.
Il engage un entraîneur de métier pour la première fois en 1975. Avec lui, le club monte en 2e Provinciale deux ans plus tard, puis à l'échelon supérieur en 1981. Cette année fut aussi l'occasion d'organiser un premier camp d'entraînement réservé à une cinquantaine d'enfants.
Deux saisons après, le club franchit une marche qui marque son histoire en accédant à la division 4 : il va donc évoluer dans une série nationale.
Par la suite, le club poursuit son ascension et se retrouve en 1998 en division 2, dans l'antichambre du championnat professionnel.
Fléron n'étant pas une grosse localité en Belgique (sa population est de plus ou moins 15 000 habitants), le club décide de fusionner en 2000 avec d'autres grandes formations de la région, à savoir le BC Hannut et l'Essor Hannut se trouvant de l'autre côté de la province. Il déménage dans la Cité ardente et se renomme alors Liège Basket.

### Depuis 2000: le club actuel
Formé donc par trois entités tout en conservant le matricule du Fléron BC, le club accède à l'élite par la suite et devient ainsi professionnel. Représentant désormais la ville de Liège, il s'établit au Sart Tilman dans le Country Hall et succède au Standard basket club de Liège, la célèbre section basket-ball du Standard de Liège disparue quinze ans plus tôt après avoir remporté six trophées nationaux.
Les bons résultats ne se font pas attendre : en 2001, Liège Basket termine septième, une place synonyme de maintien et même de play-offs (au cours desquels le club se fait éliminer au premier tour - 1/4 de finale - par le Spirou Charleroi), se qualifiant dès lors pour la Coupe Korać.
Pour cette première aventure européenne, l'Euphony Liège se fait éliminer au deuxième tour par le Paris Basket Racing sur un total de 171 à 136 (62–83 ; 74–88). En championnat, Liège confirme, atteignant à nouveau les quarts de finale en play-offs, défaits cette fois par le Dexia Mons-Hainaut.
2004 est à marquer d'une pierre blanche puisque le club décroche le troisième place du championnat national mais surtout parce qu'il est sacré vainqueur de la Coupe de Belgique. Cette même année, le Belgacom Liège Basket joue donc la Supercoupe de Belgique et la gagne au détriment des Spirou.
Le club enchaîne ensuite quelques bonnes saisons comme en 2009/10, où Liège arrive en finale des Play-offs mais est vaincu par les Spirou, club qu'il bat pourtant en Supercoupe pour remporter son troisième trophée, ou encore lors de la saison 2014/15 où Liège Basket est le finaliste malheureux de la Coupe de Belgique face au Telenet BC Ostende. Les participations à la coupe d'Europe sont régulières.
En 2021 le Liège Basket (matricule 1367) fusionne avec la Royale Sainte-Walburge (matriucle 961) pour créer le Royal Sainte-Walburge Liège Basket, abrégé RSW Liège Basket.
En mai 2022, le club déménage du Country Hall à la salle omnisports de Huy, à 30 kilomètres de Liège. Il doit y jouer ses matches à domicile lors des cinq saisons suivantes. Peu de temps après cette annonce, le club se voit refuser sa licence pour la saison 2022-2023 de BNXT League. Après avoir fait appel de cette décision, le club réussit finalement à se maintenir au plus haut niveau.
Après la validation de sa licence pour la saison 2024-2025 en BNXT League dans un premier temps, le manque de ressources financières de Liège à la suite du départ de l'investisseur Ernie Cambo, force le club à cesser toutes ses activités professionnelles et de libérer tous ses joueurs de leurs contrats à l'été 2024,. Le club met entièrement fin à ses activités sous le matricule 1367 et réactive le matricule 961 du RBC Saint-Walburge, mis en veille lors de la fusion de 2021. Il poursuit ainsi ses activités sous le même nom et logo (RSW Liège Basket), en repartant en Régional 1  (AWBB) à partir de la saison 2024-2025.

## Palmarès
Championnat de Belgique
- Vice-champion : 2004, 2010

Coupe de Belgique
- Vainqueur : 2004
- Finaliste : 2007, 2009, 2015

Supercoupe de Belgique
- Vainqueur : 2004, 2010
- Finaliste : 2015

European North League
- Troisième : 2024

## Couleurs et logo
À l'occasion du déménagement à Liège, le club adopte un logo faisant référence à la ville puisqu'on peut y voir Li Tore (un taureau qui est le symbole estudiantin de la ville) et le Perron (symbole de la Cité ardente).
Le rouge et le blanc sont choisis car le rouge est, avec le jaune, une des couleurs de la ville et parce que le club aurait pu s'inspirer de la section basket du Standard de Liège qui jouait jadis en rouge et blanc.

## Personnalités du club

### Entraîneurs successifs
- 00000-0000 : Yvan Fassotte
- 00000-0000 : John van Crombruggen
- 2000 - 2002 : Julien Marnegaves
- 2002 - 2007 :  Giovanni Bozzi
- 2007 - 2009 :   Tom Johnson
- 2009 - 2011 :  Dario Gjergja
- 2011 - 2016 :  Fulvio Bastianini
- 2016 - 2017 :  Thibaut Petit
- 2017 00000 :  Sacha Massot
- 2017 - 2018 :  Laurent Costantiello
- 2018 - 2020 :  Sacha Massot
- 2020 - 2022 :  Lionel Bosco
- 2022 - 2023 :  Brad Greenberg
- 2023 - 2024 :  Alex Zampier

### Anciens joueurs
- Ebi Ere
- Michael Green
- Michael Huger
- Barry Mitchell
- Karim Souchu
- Dino Pita
- Ryan Moss
- Andre Emmett
- Morris Finley
- Stéphane Pelle
- Taylor Griffin
- Cedrick Banks